# Juan Arricio
Juan Arricio (La Paz, 11 dicembre 1923 – ...) è stato un calciatore boliviano, di ruolo centrocampista.

## Carriera
Prese parte con la nazionale boliviana ai Mondiali del 1950.